# Dionysus Patera
La Dionysus Patera è una struttura geologica della superficie di Marte.